# STS-39
STS-39 of voluit Space Transportation System 39 was de twaalfde missie van Spaceshuttle Discovery en de 40ste missie van het Spaceshuttleprogramma. Tijdens de missie werden een aantal experimenten uitgevoerd voor het Amerikaanse Ministerie van Defensie.

## Bemanning
| Positie            | Lancering                              | Landing                                |                                       |
| ------------------ | -------------------------------------- | -------------------------------------- | ------------------------------------- |
| Bevelhebber        | Michael L. Coats 3e ruimtevlucht       | Michael L. Coats 3e ruimtevlucht       |                                       |
| Piloot             | L. Blaine Hammond, Jr. 1e ruimtevlucht | L. Blaine Hammond, Jr. 1e ruimtevlucht |                                       |
| Missiespecialist 1 | Gregory J. Harbaugh 1e ruimtevlucht    | Gregory J. Harbaugh 1e ruimtevlucht    |                                       |
| Missiespecialist 2 | Donald R. McMonagle 1e ruimtevlucht    | Donald R. McMonagle 1e ruimtevlucht    | Donald R. McMonagle 1e ruimtevlucht   |
| Missiespecialist 3 | Guion S. Bluford, Jr. 3e ruimtevlucht  | Guion S. Bluford, Jr. 3e ruimtevlucht  | Guion S. Bluford, Jr. 3e ruimtevlucht |
| Missiespecialist 4 | Charles L. Veach 1e ruimtevlucht       | Charles L. Veach 1e ruimtevlucht       | Charles L. Veach 1e ruimtevlucht      |
| Ladingspecialist 1 | Richard J. Hieb 1e ruimtevlucht        | Richard J. Hieb 1e ruimtevlucht        | Richard J. Hieb 1e ruimtevlucht       |

## De missie

### Lancering
Oorspronkelijk stond de lancering gepland voor 9 maart, maar doordat op het lanceerplatform ernstige schade werd geconstateerd moest de lancering worden uitgesteld. Een tweede lanceerpoging zou worden ondernomen op 23 april. Tijdens het vullen van de externe tank werden er abnormale waarden gedetecteerd in een deel van een pomp die hoofdmotor drie van vloeibare zuurstof voorzag. Hierdoor moest men de lancering andermaal uitstellen. De lancering werd nu gepland op 28 april.
Op 28 april steeg Discovery om 7 uur 33 lokale tijd op vanaf lanceerplatform 39A en bereikte vervolgens zoals gepland zijn baan rond de Aarde.

### In de ruimte
Tijdens de vlucht werden een aantal experimenten uitgevoerd in opdracht van het Ministerie van Defensie. Hieronder bevonden zich onder meer het AFP675-pallet, het  Infrared Background Signature Survey (IBSS) en Space Test Payload-1 (STP-1).
Tijdens de missie stootte de bemanning op een aantal onregelmatigheden: zo weigerden twee taperecorders van het AFP675-pallet dienst. De bemanning deed er zo'n twee uur over om de recorders te repareren.

### Terugkeer en landing
Op 6 mei 1991 landde Discovery op baan 15 van de Shuttle Landing Facility van het Kennedy Space Center in Florida. Oorspronkelijk zou de missie landen op Edwards Air Force Base in Californië, maar vanwege te sterke winden aldaar, landde de missie in Florida.